# Juan Bautista Juanini
Juan Bautista Juanini (1636 – 1691) è stato uno scienziato spagnolo di origine italiana.

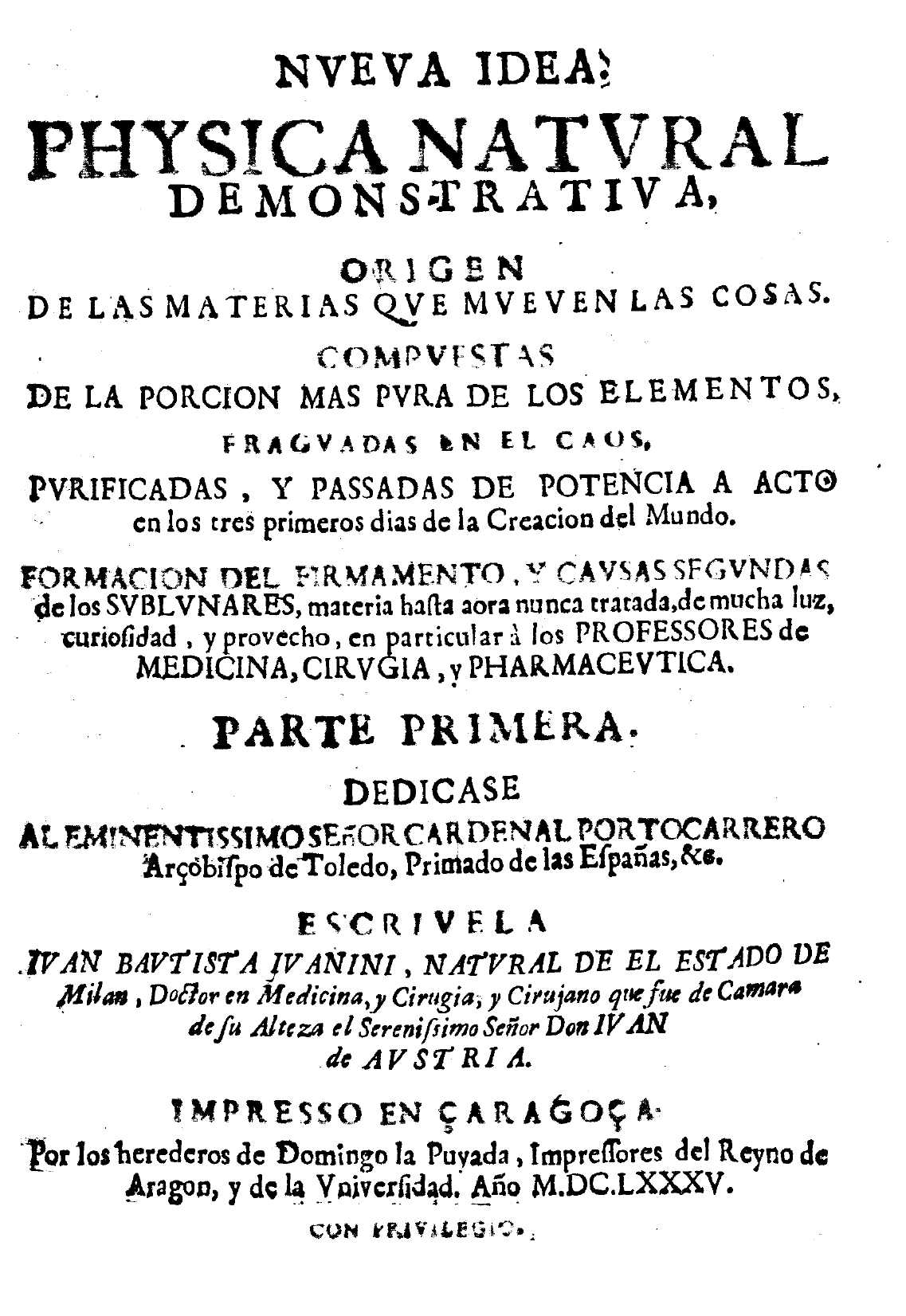
Nueva idea physica natural demonstrativa, 1685

Pubblicò quella è considerata la prima opera di medicina realmente moderna della Spagna, il Discurso político y phísico, nel 1679.
In tale opera, tentò un'analisi iatrochimica dell'aria di Madrid per prevenire malattie.
Era collegato alla prima generazione del movimento dei novatores, della cui seconda generazione fece parte anche Gabriel Álvarez de Toledo.

## Opere
- Juan Bautista Juanini, Nueva idea physica natural demonstrativa, Impresso en Çaragoça, por los herederos de Domingo la Puyada, impressores del Reyno de Aragon, y de la universidad, 1685. URL consultato il 18 febbraio 2015.